# 天主教巴瑟斯特教區 (澳大利亞)
天主教巴瑟斯特教區（拉丁語：Dioecesis Bathurstensis）是澳大利亞一個羅馬天主教教區。屬悉尼總教區。成立於1865年6月20日。
教區位於新南威爾斯州奧拉納和中西部，教座位於巴瑟斯特。2006年有教友48,342人（佔轄區人口27.9%）、廿一個堂區、卅五名司鐸。現任主教為彌額爾·麥肯納。